# Yusuke Kondo
Yusuke Kondo (近藤 祐介 Kondo Yusuke?), född 5 december 1984 i Tokyo prefektur, är en japansk fotbollsspelare.
Kondo började sin karriär 2003 i FC Tokyo. 2006 blev han utlånad till Vissel Kobe. Han gick tillbaka till FC Tokyo 2008. Med FC Tokyo vann han japanska ligacupen 2004 och 2009. 2010 flyttade han till Consadole Sapporo. Efter Consadole Sapporo spelade han för Tochigi SC, Giravanz Kitakyushu, AC Nagano Parceiro och SC Sagamihara. Han avslutade karriären 2016.